# Fantomska bolečina
Fantomska bolečina, imenovana tudi anesthesia dolorosa je nadvse resnično občutena bolečina v amputirani okončini. Fantomsko bolečino naj bi povzročala živčna vlakna, odgovorna za občutke amputirane okončine, ki so ostala v glavnem živcu. Z draženjem neizoliranih živcev v štrclju nastanejo občutki, ki jih možgani interpretirajo kot bolečino in to naprej projicirajo v neobstoječo okončino. Zdravljenje fantomske bolečine poteka preko terapij.